# Kalila och Dimna
Kalila och Dimna (persiska کلیله و دمنه), är den persiska titeln på ett berömt österländskt sagoverk. 
Det ursprungliga arbetet, en buddhistisk lärodikt ("furstespegel" eller "regeringskonst") på sanskrit i 13 böcker, är förlorat, men dess tillvaro ådagalagd av Benfey genom jämförelse mellan de delar av detsamma, som ingått i senare indiska samlingar ("Hitopadecha", "Panchatantra", "Mahabharata" med flera), och västasiatiska översättningar av det. Under 500-talet översattes det nämligen av läkaren Borzuya på Irans dåvarande officiella språk, medelpersiska, under titeln "Kalilak och Damnak", efter namnen på de i första avdelningen ("Om tjuren och lejonet") uppträdande schakalerna (sanskrit Karataka och Damanaka). Denna översättning är förlorad.
Från medelpersiska gjordes tidigt dels en syrisk översättning, först 1870 återfunnen och utgiven av Bickell med inledning av Benfey (1876), dels, av persern Abdallah Ibn al-Muqaffa (död omkring 757), en arabisk, som föreligger i en mängd mer eller mindre olika redaktioner, av vilka blott en finns fullständigt utgiven (av Silvestre de Sacy, Paris 1816; senare översättning på tyska och engelska). Den arabiska texten är utgiven i åtminstone 16 upplagor (Beirut, Bulak, Kairo, Bombay, med mera). Från arabiskan utgår åtminstone fyra olika äldre översättningar: 
1. på grekiska under titeln "Stefanites kai Ichnilatis", omkring 1080 (utgiven av Stark, Berlin 1697; Prolegomena därtill under presidium av Flodérus, Uppsala 1780), sedan i tur och ordning översättningar på slaviska språk, latin och italienska;
2. på persiska på 1100-talet, sedan omarbetad av Hosein Vaez Kashefi samt efter honom översatt till bland annat på turkiska, franska och engelska;
3. på hebreiska, därifrån på latin på 1200-talet genom Johan av Capua under titel "Directorium vitae humanae" (tryckt omkring 1480) och från latin på tyska (tryckt i flera upplagor redan på 1400-talet);
4. på spanska i mitten av 1200-talet.

Åtminstone 40 språk hade tidigt översättningar av detta sagoverk (svensk översättning 1745; en dansk redan 1618). I det hela ger de nyss nämnda bearbetningarna, även de också är ganska fria och flera föreligger i många olika "recensioner", en riktigare föreställning om urskriften, än de indiska (och mongoliska) gör. 
"Kalila och Dimna" är den viktigaste bland de samlingar, genom vilka Indiens rika sagoskatt överfördes till västra Asien och Europa. Närmare bestämt är den ett fabelverk (med talande djur, liksom flertalet av indiska sagosamlingar); dess innehåll är till en del av västerländskt ursprung (esopiska fabler), men återkommer i alla fall betydligt omskapat. Efter namnet på den brahmin, som i inklädnaden föreställs berätta sagorna för kung Dabschelim, kallas samlingen i en del redaktioner och översättningar "Bidpais fabler" (se Bidpai).

## Svenska översättningar
- Den wise indianens Pilpay sagor, eller Höge och nedrige personers förhållande, efter fransöska öfwersätningen, som år 1698 utkommit, förswenskade med en undersökning om bokens uphof och wärde, samt några mörka rums förklaring., 1745, översatt av Hans Christian Risberg och/eller Anders Wilde (historiographi regni)
- Fortsättning af den wisa indianen Pilpays sedo-sagor, eller Konungaspegel, ifrån turkiskan och persiskan förswenskad af Peter Rubens., 1762 (Grefing)
- Kalilah / öfversatt från persiskan af Eric Hermelin, 1938-1942 (3 volymer) (Gleerupska)
- Kalila och Dimna, 1993, Abdallah Ibn al-Muqaffa, översatt av Lotty Berencreutz (Alhambra)